# Frankenstein Conquers the World
Frankenstein Conquers the World (jap. フランケンシュタイン対地底怪獣バラゴン Furankenshutain tai Chitei Kaijū Baragon) – japońsko-amerykański film typu kaijū z 1965 roku w reżyserii Ishirō Hondy.

## Fabuła
Niemcy, rok 1945. Doktor Liesendorf pracuje w swym laboratorium nad tajnym eksperymentem, jednak przybywają żołnierze Wehrmachtu, którzy wbrew jego woli konfiskują obiekt jego badań. Niemcy przekazują obiekt kapitanowi Kawai z Cesarskiej Armii Japońskiej. Okazuje się to wciąż bijące serce potwora Frankensteina. Gdy serce dociera do Hiroszimy celem badań, na miasto zostaje zrzucona bomba atomowa.
Hiroszima, rok 1960. Amerykański doktor James Bowen wraz z japońskimi asystentami, doktorami Sueko Togami i Kenichiro Kawaji prowadzi badania nad skutkami bomby atomowej. W międzyczasie dochodzą doniesienia o grasującym zdziczałym chłopaku żywiącym się małymi zwierzętami. Po jakimś czasie doktor Bowen proponuje doktor Togemi wyjazd do Hatsukaichi, by odwiedzić grób zmarłej hibakusha, małoletniej Tazuko. Tam są świadkiem jak ten sam zdziczały chłopak ukrywa się w jaskini przed ludźmi. Togemi i Bowen zabierają go ze sobą do Hiroszimy. Chłopak przykuwa uwagę japońskich mediów, ponieważ jest rasy białej, a jego ciało jest odporne na promieniowanie. Doniesienia o chłopaku dochodzą do kapitana Kawai, obecnie pracującego na polu naftowym w prefekturze Akita. Tam następuje trzęsienie ziemi, w wyniku czego wyłania się tajemniczy potwór ze świecącym rogiem na czole.
Zespół naukowy doktora Bowena podczas badań spostrzega, że chłopak gwałtownie rośnie z powodu spożywania białka. W obawie przed jego siłą zostaje zamknięty w celi przykuty łańcuchami. Doktor Togami troszczy się o niego i dokarmia, by podnieść go na duchu. Doktor Kawaji kłóci się z dyrektorem szpitala o możliwość przetrzymywania chłopaka i sprzeciwia się wysłania go do zoo. Kawai przybywszy do doktora Bowena mówi mu o sercu potwora Frankensteina, które zaginęło podczas ataku na Hiroszimę i stwierdza, że to z niego mógł wyrosnąć jego obiekt badań.
Za radą doktora Bowena doktor Kawaji jedzie do Frankfurtu, by przeprowadzić rozmowę z doktorem Liesendorfem, obecnie będącego na emeryturze. Tam Liesendorf potwierdza, że serce było nieśmiertelne, a z odciętej tkanki potwora tworzy się nowy osobnik i proponuje odciąć Frankensteinowi kawałek kończyny. Po powrocie do Japonii Kawaji rozmawia o tym z kolegami po fachu. Togemi jest przeciwna temu w obawie, że teoria Liesendorfa nie sprawdzi się. Także doktor Bowen uważa, że trzeba czasu, by to przemyśleć. Kawaji jest zdeterminowany, by wypróbować teorię w praktyce. Gdy zamierza przeprowadzić zabieg, nagle przybywa ekipa telewizyjna mająca pozwolenie od dyrekcji szpitala. Rozdrażniony błyskami z fleszu coraz to większy Frankenstein niszczy swoją celę. Doktor Bowen zostaje poinformowany o ucieczce Frankensteina. Doktor Togemi nalega, by poszła z nim razem czując, że Frankenstein ją posłucha, jednak doktor każe jej zostać w domu. Na miejscu policja chce zabić Frankensteina, ale ten ucieka z terenu szpitala. W trakcie ucieczki przez Hiroszimę patrzy smutnie na doktor Togami przebywającą w swym mieszkaniu, nim ruszy przed siebie.
Podczas konferencji prasowej dwóch dziennikarzy badając celę Frankensteina znajduje ruszającą odrąbaną dłoń. Naukowcy wnioskuje, że dłoń żyje dzięki białku. Tymczasem pojawiają się doniesienia o Frankensteinu włóczącym się przez prefektury Okayama, Hyōgo, Kioto i Osaka, gdzie pożera większe zwierzęta. W Osace doktor Bowen i jego asystenci informują policję prefekturalną, że jako mają już żyjącą rękę Frankensteina, nie będą oponować za jego zabiciem.
Po powrocie do Hiroszimy naukowcy dowiadują się, że ręka Frankensteina jest martwa i rozrosła się poprzez spożywanie białka. Wnioskują, że Frankenstein im jest większy, tym więcej potrzebuje białka. W okolicach góry Ibuki Frankenstein próbuje zastawiać pułapki na zwierzęta przyciągając uwagę wojska. Tymczasem, podziemny potwór, którego widział Kawai toczy swój niszczycielski pochód po wsiach, zjadając ludzi i żywy inwentarz. Wszyscy myślą, że to wszystko sprawka Frankensteina, z czym nie zgadzają się doktor Bowen i jego asystenci, twierdząc że Frankenstein nigdy nie krzywdził celowo ludzi. Wkrótce Frankenstein zostaje znaleziony w magazynie na proch przez nastolatków z jednej z zniszczonych wsi. Po ostrzelanie przez wojsko Frankenstein ucieka w głąb lasu.
Kiedy doktor Bowen i jego asystenci niechętnie mają przyznać rację władzom, odwiedza ich Kawai, aby powiedzieć im, że Frankenstein jest niewinny. Jest zdania, że to potwór, którego widział w Akicie, a nie został dostrzeżony dzięki mgle i poruszaniu podziemnymi tunelami. Po konsultacji z muzeum paleontologicznym podziemny potwór prawdopodobnie jest mezozoicznym gadem ssakokształtnym, który przetrwał do czasów obecnych żyjąc pod ziemią. Kawai próbuje przekonać media o niewinności Frankensteina, ale bezskutecznie. W tej sytuacji naukowcy postanawiają znaleźć Frankensteina na własną rękę.
Wkrótce Frankenstein zostaje zlokalizowany w lesie, w którym obecnie się ukrywał. Lecz ku przerażeniu innych doktor Kawaji chce zabić Frankensteina nim zrobią to władze, ponieważ według niego może zdziczeć i nawet doktor Togami nie będzie mogła go ponownie oswoić. Chce ubiec wojsko, by ocalić serce do ponownej regeneracji. Gdy testuje granaty chemiczne wyłania się podziemny potwór. Granaty nie robią na bestii wrażenia i gdy zagraża doktor Togami, pojawia się nieoczekiwanie Frankenstein. W trakcie walki pomiędzy nimi doktor Kawaji spada ze skarpy. Pokonany potwór ucieka wykonanym przez siebie podziemnym tunelem.
Nocą Frankenstein zanosi rannego doktora Kawaji do doktora Bowena i doktor Togami i idzie przed siebie. Ponownie napotyka się na podziemnego potwora, nazwanego Baragonem przez doktora Bowena, w lesie otaczającym ewakuowaną wieś. Frankenstein wobec zionącego ogniem Baragona decyduje się na ataki z dystansu i pochodniami, co powoduje pożar w lesie. Po zaciekłej bitwie Baragon w wyniku utraty przewagi zamierza uciec podziemnym tunelem, ale Frankenstein odciąga go od niego i zabija go poprzez uduszenie. Jednak wykopywany przez Baragona tunel powoduje zapadnięcie ziemi, w wyniku czego ginie Frankenstein. Doktor Kawaji jest zdania, że Frankenstein nigdy nie umrze i być może pewnie dnia będzie widziany ponownie, jednak doktor Bowen uważa, że dla Frankensteina jako niezrozumianego potwora śmierć jest błogosławieństwem.

## Obsada
- Kumi Mizuno – dr Sueko Togami
- Nick Adams – dr James Bowen
- Gorō Naya – dr James Bowen (głos, wersja japońska)
- Kōji Furuhata – Frankenstein
- Tadao Takashima – dr Kenichiro Kawaji
- Yoshio Tsuchiya – kpt. Kawai
- Nobuo Nakamura – dyrektor szpitala
- Rin Ogata – wojskowy
- Peter Mann – dr Liesendorf
- Kazuo Kumakura – dr Liesendorf (głos, wersja japońska)
- Keiko Sawai – Tazuko Towoi
- Haruya Kato – przedstawiciel ekipy telewizyjnej #1
- Senkichi Ōmura – przedstawiciel ekipy telewizyjnej #2
- Yutaka Nakayama – przedstawiciel ekipy telewizyjnej #3
- Kōzō Nomura – dziennikarz odkrywający uciętą rękę #1
- Tadashi Okabe – dziennikarz odkrywający uciętą rękę #2
- Susumu Fujita – nadinspektor policji prefekturalnej w Osace
- Hisaya Itō – sierżant policji prefekturalnej w Osace
- Jun Tazaki – nadinspektor policji prefekturalnej w Okayamie
- Kenji Sahara – policjant sprzeczający się z nadinspektorem policji prefekturalnej w Okayamie
- Takashi Shimura – chirurg wojskowy otrzymujący serce Frankensteina
- Ikio Sawamura – właściciel psa
- Yoshifumi Tajima – dowódca łodzi podwodnej
- Sumio Nakao – młody Frankenstein
- Haruo Nakajima – 
  - Baragon,
  - żołnierz

## Produkcja

### Przygotowania i scenariusz
W 1958 roku Willis O’Brien, twórca efektów specjalnych w King Kongu, próbował stworzyć film King Kong vs. Frankenstein, w którym Carl Denham napotyka się w Afryce na wnuka doktora Frankensteina, który tworzy potwora z części ciała wielkich zwierząt. Carl Denham wpada na pomysł stworzenia meczu bokserskiego pomiędzy potworem Frankensteina a drugim Kongiem odkrytym w Afryce. Ostatecznie oba potwory walczą w San Francisco.
Pomysł spotkał się z uznaniem Johna Becka, który zakupił skrypt O’Briena i z George’em Worthingem Yatesem przemianował na King Kong vs. Prometheus. Jednak wysokie koszty animacji poklatkowej zniechęcały potencjalne wytwórnie. Ostatecznie skryptem Becka zainteresowała się wytwórnia Tōhō, która zastąpiła Frankensteina Godzillą i stworzyła King Kong kontra Godzilla.
Producent filmu, Tomoyuki Tanaka zlecił też osobny projekt o Frankensteinie. John Meredyth Lucas pracujący nad amerykańskimi wersjami językowymi filmów Tōhō – The Last War, Gorath i The Human Vapor wpadł na pomysł sequela tego ostatniego, w którym tytułowy bohater miał walczyć z potworem Frankensteina. Lucas zdobył uznanie u Tōhō i Tanaka zlecił Shinichiemu Sekizawie napisał skrypt do Furankenshutain tai Gasu Ningen (jap. フランケンシュタイン対ガス人間, pol. Frankenstein kontra Ludzki Gaz) będący sequelem do filmu The Human Vapor. Bohater poprzedniego filmu – Mizuno szukał naukowca imieniem Gildor, który ożywił ponownie potwora Frankensteina, w nadziei, że przywróci życie jego zmarłej dziewczynie. Miał być puszczany w kinach w podwójnym pokazie z mającym japońską premierę My Fair Lady. Pierwsza niedokończona wersja scenariusza napisana została lutego 1963 roku, a Sekizawa w wyniku braku inspiracji zarzucił pracę nad projektem.
W 1964 roku Ishirō Honda odbył swoją pierwszą podróż do Stanów Zjednoczonych, by sfinalizować umowę z Henrym G. Sapersteinem, szefem amerykańskiego studia animacji United Productions of America, który zaproponował Tōhō współpracę finansową przy produkcji pięciu ich filmów.
Tymczasem Takeshi Kimura odnowił koncepcję gigantycznego potwora Frankensteina jako sequel King Kong kontra Godzilla zwany Furankenshutain tai Gojira (jap. フランケンシュタイン対ゴジラ, pol. Frankenstein kontra Godzilla). Wg scenariusza Kimury dr James Bowen podczas badań efektów radiacji po zbombardowaniu Hiroszimy napotyka na jej ulicach młodego, zdziczałego chłopca. Odkrywa, że jest on potworem Frankensteina, który zregenerował się ze swego serca zmutowanego przez bombę atomową. Chłopiec zaczyna gwałtownie rosnąc żywiąc się zwierzętami. Japońskie Siły Samoobrony w obawie, że potwór zechce żywić się ludzkim mięsem, oswabadzają Godzillę z lodowcu na Morzu Beringa i zwabiają go do Japonii, by zabił Frankensteina. Tōhō uznało pomysł za bezsensowny i zdecydowało, by Mothra z filmu Mothra była przeciwnikiem Godzilli w następnym filmie z jego udziałem.
W lipcu 1965 roku Tōhō powróciło do Furankenshutain tai Gojira, jednak zmodyfikowało skrypt, w którym zastąpiono Godzillę nowym potworem – Baragonem i dała zielone światło do produkcji Frankenstein vs. Subterranean Monster (jap. フランケンシュタイン対地底怪獣 Furankenshutain tai Chitei Kaijū). Według niektórych źródeł pomysł na ten film przyszedł od Jerry’ego Sohla i współpracownika Sapersteina – Reubena Bercovitcha i współpracowali przy scenariuszu.

### Casting
Pomysłem Sapersteina było zatrudnienie amerykańskich gwiazd w rolach głównych. Pierwotnie Tōhō chciało, by w rolę doktora Bowena wcielił się David Janssen, który w Japonii był popularny dzięki Ściganemu. Janssen rozważał podpisanie kontraktu z Henrym G. Sapersteinem i Tōhō na serię filmów z jego udziałem, gdzie pierwszym miał być Frankenstein vs. Subterranean Monster. Ostatecznie zrezygnował i jego miejsce zajął Nick Adams, którego kariera filmowa upadała.
W rolę Frankensteina wcielił się japoński student, Kōji Furuhata wybrany na otwartym castingu.

### Realizacja
Ishirō Honda, zanim rozpoczął prace nad filmem ponownie zapoznał się z Frankensteinem z 1931 roku, by wczuć się w rolę. Według niego Frankenstein nie był potworem i bardziej interesował go tragizm historii o efektach ubocznych nauki i z niechęcią kręcił sceny z Baragonem.
Przybywszy latem 1965 roku wraz z żoną i dziećmi do Japonii Adams szybko zaaklimatyzował się wśród pracowników Tōhō zarzucając historiami o Hollywood. Mimo obecności jego rodziny często flirtował z Kumi Mizuno i wkrótce pojawiły się plotki o ich romansie.
Choć Adams i Honda przerzucali się wzajemnie uszczypliwymi uwagami, obojgu dobrze układała się współpraca. Honda chwalił Adamsa za pasję w robieniu filmów i „bycie gościem, który wyskakuje z własnymi pomysłami, jeden po drugim”. Z kolei 22 sierpnia 1965 roku Nick Adams napisał dla Los Angeles Times list, w którym określił Ishirō Hondę i Eijiego Tsuburayę określił jako „dwóch geniuszy, którzy zasłużyli na miano największych twórców filmów science fiction”. W liście zachwalał także producenta Tomoyukiego Tanakę i powiedział, że budżet filmu wyniósł 5 milionów dolarów, co prawdopodobnie było zawyżoną liczbą.
O ile japońscy aktorzy grając w filmie wygłaszali swe kwestie po japońsku, tak Nick Adams wygłaszał swoje w ojczystym języku angielskim. Można je usłyszeć w amerykańskiej wersji językowej filmu, zaś na potrzeby japońskiego rynku Adams został zdubbingowany przez seiyū Gorō Nayę. Dzięki entuzjazmowi Adamsa i sprawnej pracy Hondy i tłumaczy dwujęzyczna praca przebiegła bez problemów. Praca z dwujęzycznym skryptem stała się dla Hondy standardem przy późniejszych pracach z międzynarodową obsadą.
Frankenstein w przeciwieństwie do innych gigantycznych potworów był zagrany przez aktora, który został ucharakteryzowany aniżeli ubrany w pełny kostium. Jako że Frankenstein był w zamyśle Niemcem, grającym go aktorom dano zielone soczewki, by zniwelować atrybuty rasy żółtej. Jego wygląd oparto głównie na ikonicznym wizerunku potwora Frankensteina Borisa Karloffa.
Baragon został zaprojektowany przez Akirę Watanabe, zaś jego łeb przez Teizō Toshimitsu. Kostium Baragona wykonali bracia Yasuei i Kanju Yagi z pomocą Keizō Murase, który stworzył grzbiet. Murase przyczynił się do powstania świecącego rogu Baragona i zainstalował nim elektroniczne światło. Paszcza i oczy były animatroniczne i były zdalne operowane dając wrażenie ruchu. Kostium Baragona był znacznie lżejszy od kostiumów potworów z poprzednich filmów typu kaijū. W scenach, gdy Frankenstein przerzucał Baragona przez ramię, kostium Baragona był pusty w środku i wypełniony lekkimi materiałami. Jego głos został zapożyczony od Varana z filmu Daikaijū Baran.
Eiji Tsuburaya wykorzystał później kostium Baragona do swych produkcji Ultra Q i Ultraman jako bazę przerobową do różnych potworów.

## Alternatywne zakończenie
Film wśród fanów kaijū znany jest z alternatywnego zakończenia, w którym gigantyczna ośmiornica Ōdako zabija Frankensteina. Ishirō Honda powiedział: Film robiony był w koprodukcji z amerykańskim Benedicts Productions. Szefowie tej firmy byli tak zachwyceni sceną z ośmiornicą z filmu King Kong kontra Godzilla, że ze wszystkich sił nalegali aby ją włączyć do scenariusza, nawet wbrew logice. Nakręciliśmy więc sceny z ośmiornicą, ale w rezultacie nie znalazły się one w filmie. Honda wspominał, że scena z Ōdako była jedną z pięciu czy sześciu nakręconych wariantów zakończenia. Nagranie z Ōdako znalazło się przypadkiem podczas emisji telewizyjnej wprawiając w osłupienie wielu japońskich widzów, którzy zapamiętali z wizyty w kinie inne zakończenie filmu. Scena z Ōdako została dołączona do amerykańskiego wydania wideo filmu jako alternatywne zakończenie.

## Promocja
Ze względu na tematykę japońska premiera została zaplanowana na 20. rocznicę ataku atomowego na Hiroszimę i Nagasaki.
Film w Stanach Zjednoczonych był promowany jako pierwsza japońsko-amerykańska koprodukcja filmowa. Promowano go pod tytułem Frankenstein vs. the Giant Devilfish, ze względu na konfrontację z Ōdako mającą mieć miejsce w amerykańskiej wersji. W związku z rezygnacji tego zakończenia zmieniono tytuł na Frankenstein Conquers the World. Wersja dystrybuowana przez American International Pictures na rynek amerykański uwzględniła sceny, gdy Frankenstein zniszczył dwa radiowozy policyjne i atakował ludzie – w wersji Tōhō wycięte, by uczynić potwora bardziej sympatycznym. Amerykański dubbing wykonało Titan Productions, jednocześnie zachowując oryginalny głos Adamsa.

## Odbiór

### Premiera kinowa
Japońska premiera odbyła się 8 sierpnia 1965 roku w podwójnym pokazie z Umi no wakadaishō, dwa dni po 20. rocznicy zrzucenia bomby atomowej na Hiroszimę.
Amerykańska premiera odbyła się 8 lipca 1966 roku w podwójnym pokazie z Tarzan and the Valley of Gold.

### Wynik finansowy i recenzje
Film okazał się w Japonii sukcesem finansowym zarabiając 93 miliony jenów. W Stanach Zjednoczonych odniósł jedynie umiarkowany sukces finansowy. Krytycy chwalili za nietuzinkowe podejście do tematyki, ujęcie tragizmu Frankensteina, a także sprawdzenie się jako B-klasowa rozrywka.
Z powodu sukcesu komercyjnego w RFN podczas tamtejszej premiery w 1968 roku, do końca lat 70. zachodnioniemieccy dystrybutorzy wydawali niemal każdy film kaijū z tytułem mający słowo Frankenstein.
Obok Pojedynku potworów jest to ulubiony film typu kaijū Guillerma del Toro.

## Odniesienia w kulturze popularnej
- W odcinku Gomer Pyle, U.S.M.C. pt. Marry Me, Marry Me w lokalnym kinie stoją plakaty i fotosy z Frankenstein Conquers the World i Mothry[21].
- W odcinku serialu anime Urusei Yatsura pt. Oshibai Panikku! Mendō Ka Hanami no Utage!! w tłumie widać Frankensteina podnoszącego Baragona[22].
- Baragon pojawia się w odcinku serialu anime Dragon Ball pt. Gokū to Nakama to Kiken ga Ippai wyskakując z krzaków przed policjantem[23].
- Rockdon z odcinka Machine Robo: Revenge of Cronos pt. Rokku Don tai Rokku Giran jest wzorowany na Baragonie i posiada jego głos[24].
- Amerykański muzyk hip hopowy Young Equality będąc członkiem grupy hip hopowej Monsta Island Czars nosił pseudonim Baragon[25].
- Thorny Devil z odcinka serialu animowanego Godzilli pt. Area 51 był prawdopodobnie inspirowany Baragonem i Anguirusem[26].
- W filmie Pacific Rim: Rebelia Baragon jest wymieniony w bazie danych PPDC[27].
- Sceny walki Frankensteina z Baragonem znalazły się indyjskim filmie Aadi Yug z 1978 roku jako walka jaskiniowca z dinozaurem[28].
- Amerykański muzyk Xephonzilla nagrał w 2004 roku utwór pt. Synchronized Fight : King Ghidora Vs. Baragon dla albumu Xephonzilla Vs Princess Army Wedding Combat[29].
- W trzecim odcinku serialu anime Godzilla: Singular Point uczennica ukrywająca się z innymi przed stadem Rodanów ma komórkę w etui w kształcie Baragona[potrzebny przypis]. Dodatkowo Salunga, oparta na Gabarze z Rewanżu Godzilli, częściowo wydaje być inspirowana Baragonem[30].